# サダ・ティウブ
サダ・ティウブ（Sada Thioub、1995年6月1日 - ）は、フランス・ナンテール出身のセネガル代表のプロサッカー選手。アンジェSCO所属。ポジションはFW。

## 経歴
2019年2月27日、セネガル代表初召集。3月23日、アフリカネイションズカップ2019予選のマダガスカル戦でセネガル代表デビュー。